# Оггі та кукарачі
«Оггі та кукарачі» (фр. Oggy et les Cafards) — французький анімаційний серіал компанії «Gaumont Multimedia» (1997—2000) та «Xilam» (2000—2019).

## Сюжет
Кіт на ім'я Оггі живе у двоповерховому будинку в передмісті, любить спокій і надає перевагу проводити час на подушці перед телевізором або їсти смачну їжу. Але сусіди, з якими Оггі змушений ділити будинок, — три таргани зі злим почуттям гумору, що роблять його життя жахливим. Їхня головна мета — заволодіти холодильником, у якому зберігається вся їжа.
Серіал відноситься до типу комедій, що використовують для основи ґеґів насильницькі дії над персонажами: удари, стусани, класичні мультиплікаційні прийоми типу скидання на голову супротивника важких предметів (буфонада); дуже часто використовуються вибухові речовини. Бійки персонажів у більшості серій не відображаються відкрито, а чутні за кадром або стінами якого-небудь приміщення. Однак іноді серіал приймає характерні риси комедії положень або ж комедії характерів.
Персонажі практично не розмовляють, а лише кричать, сміються, плачуть та белькочуть.

## Персонажі
- Оггі (Oggy) — головний герой. Добрий кіт блакитного кольору, трохи лінивий, сентиментальний романтик. Він обирає прості радощі життя: телевізор, м'яку подушку, смачну їжу. Обожнює слухати музику. Любить класику та котячу попсу — група «Miaow Sisters» (серія «The Dictator»). Обожнює солодке, любить і вміє готувати.
- Джек (Jack) — найкращий друг та двоюрідний брат Оггі. По вуха закоханий у Моніку, сестру Оггі. Це його антипод: нервовий, жорстокий, позбавлений сентиментальності прагматик. Частіше за все саме Джек стає ініціатором чергового конфлікту з тарганами. Живе недалеко від Оггі й часто гостює в нього, а іноді навіть залишається на ночівлю. Кермує власним монстр-траком. Колишній військовий.

Імена тарганам дані на честь учасників американської рок-групи Ramones:
- Джої (Joey) — самопроголошений лідер тарганів, часто виконує роль мозкового центру групи. Найменший із трійки. Має вроджену гетерохромію очей (ліве око — жовте, праве — рожеве). Винахідливіший та розумніший за інших тарганів.
- Ді-Ді (Dee Dee) — завжди голодний та всеїдний тарган із зеленкуватими очима. Його апетит цілковито неконтрольований, і часто стає джерелом неприємностей для всього тріо (або для нього самого). У серії «Les frites» («French Fries») Ді-Ді з'їв останній шматочок картоплі фрі, знаючи, що впаде з височенної драбини. Також поїдав шпалери з малюнками у вигляді риб у серії «Oggy's Clone».
- Маркі (Marky) — худий та високий тарган із рожевими очима. Страждає від постійного неприємного запаху з рота, що, тим не менше, не заважає йому бути пристрасним серцеїдом. Його улюблене заняття — запрошувати дівчат на побачення (навіть ляльок). Свої перемоги в коханні позначає в спеціальному блокноті.

### Другорядні персонажі
- Боб — бульдог, сусід Оггі. Любить поїсти кістки з миски. Іноді стає жертвою жартів Оггі та Джека (хоча зазвичай таргани підставляють котів, аби Боб їх побив).
- Моніка — сестра Оггі, кохана Джека. Любить екстремальні види спорту. Уперше з'являється в серії «Кохання та поцілунки». Весь час проводить на роликах.
- Бабуся Оггі — з'являється тільки у трьох серіях («Бабусин день», «Бабуся Оггі» та «Підводні неприємності», а також у ремейку серії «Формула»). Зазвичай сидить в інвалідному візку. Здається спокійною, але при погляді на тарганів у неї прокидаються енергія й сили, вона стає моторною та вступає в бій з ними.
- Олівія — кішка, кохана і сусідка Оггі, уперше з'явилася в серії «Олівія». Грайлива й весела, непосидюча. Любить читати й ходити на побачення з Оггі. У серії «Оггі одружується!» виходить заміж за головного героя. Не любить жорстокості.
- Леді К — тарганиха світло-жовтого кольору. Уперше з'являється в серії «Леді К». Є новим об'єктом кохання для тарганів, переважно для Джої. Живе в домі Олівії та з невідомих причин ненавидить її. Часто використовує тарганів як своїх «помічників», щоб отримати бажане, наприклад їжу. Зустрічається лише в четверому сезоні мультсеріалу.
- Піт — пітбуль, сусід Оггі по кварталі. Уперше з'явився в серії «Олівія».
- Миші — миші, які живуть в Оггі. Бувають різними. Наприклад, миша-качок, миша, яка забирає зуби, що випали тощо.
- Бобетт — дочка Боба, з'являється лише у п'ятому сезоні мультсеріалу. Вона є об'єктом кохання для Джека, як показано в епізодах «Лицар Маркі» (де Маркі також був у неї закоханий) і «Венеціанське кохання». В епізоді «Наполеон на день» вона зображена як об'єкт закоханості до Наполеона.
- Поліцейський — другорядний персонаж, який з'являється в ряді серій. Може оштрафувати Оггі, Джека чи тарганів, відлупцювати когось із них чи посадити за ґрати.

## Протистояння
Причина протистояння між Оггі й тарганами традиційно не розкривається, однак точно відомо, що воно продовжується доволі тривалий період часу: Оггі страждав від витівок тарганів ще будучи кошеням (наприклад, в епізоді «Petit, petit, petit» Оггі зменшує себе до розмірів таргана і попадає в простір між двома стінами, де знаходить соску зі своїм іменем і згадує, як таргани забрали її у нього). Правда полягає в тому, що, як і прийнято в подібного роду відносинах любові-ненависті, Оггі прикипів до тарганів всією душею (а вони, в свою чергу, до нього), і нерідко вони об'єднували свої сили для вирішення спільних труднощів. Позбувшись їх (епізод «La solitude»), Оггі з часом розпочинає нудьгувати і навіть намагається імітувати їхні витівки самостійно, прослуховуючи при цьому запис сміху тарганів на диктофоні.

## 4 сезон
Студія Xilam вирішила продовжити серіал, і в 2012 році розпочалась трансляція 4 сезону з додаванням нових персонажів. Титри сезони були переписані на «чисту» французьку мову (для міжнародного прокату — англійською), змінена графіка і персонажі стали жити за останньою модою.

## Повнометражний фільм
Через рік після старту 4 сезону вийшов фільм «Оггі повертається», де Оггі з тарганами подорожують в часі. Було прийнято рішення не озвучувати героїв людською мовою, так як будь-якому глядачеві цей фільм добре зрозумілий і без людської мови. Прем'єра відбулася 7 серпня 2013 року у Франції.

## 5 сезон
У 2016 році було оголошено про вихід п'ятого сезону. На відміну від всіх попередніх, він має історичну тематику та показує протистояння героїв протягом часів — від стародавнього світу до XX століття. Показ перших серій сезону пройшов на телеканалі «Gulli» в липні 2017 року.

## 6—7 сезони
У 2017—2019 роках виходили 6 і 7 сезони мультсеріалу. Сезони складаються як із нових епізодів, так і з ремейками епізодів перших двох сезонів зі зміненою анімацією та звуковим супроводом.

## Трансляція в Україні
Прем'єра в Україні відбулася 2 липня 2001 року (1-й сезон) та 2 вересня 2002 року (2-й сезон) на «Новому каналі».
Також мультсеріал транслювався на телеканалах «2+2», «ТЕТ», «НТН», «К1», «Піксель TV», «QTV», «Гамма», «Гумор ТБ», «Київ» та інших регіональних каналах, з повторним показом перших двох сезонів, а також нових серій третього сезону.
З листопада 2012 року мультсеріал транслюється на телеканалі «ПлюсПлюс», починаючи з повторного показу першого до третього сезону, а також нових серій з четвертого до сьомого сезону.

## Українське озвучення
У мультсеріалі немає жодних діалогів, крім назви серій та написів.

### Диктори
| Актор                 | Роль                |
| --------------------- | ------------------- |
| Анатолій Пашнін       | диктор (1—2 сезони) |
| Олександр Завальський | диктор (3 сезон)    |
| Юрій Коваленко        | диктор (4 сезон)    |
| Дмитро Завадський     | диктор (5—7 сезони) |